# Astragalus distantior
Astragalus distantior är en ärtväxtart som beskrevs av William Bertram Turrill. Astragalus distantior ingår i släktet vedlar, och familjen ärtväxter. Inga underarter finns listade i Catalogue of Life.